# Вайкалица
Вайкалица — река в России, протекает в Великоустюгском районе Вологодской области. Устье реки находится в 24 км по правому берегу реки Стрига. Длина реки составляет 17 км.
Исток Вайкалицы в лесах в 15 км к северо-западу от Великого Устюга. Течёт по лесистой местности сначала на восток, затем на юг. На левом берегу реки — деревни Савино и Кульнево (Юдинское сельское поселение). Крупнейший приток — Доровая (правый). Впадает в Стригу в 6 км к северо-западу от Великого Устюга.

## Данные водного реестра
По данным государственного водного реестра России относится к Двинско-Печорскому бассейновому округу, водохозяйственный участок реки — Северная Двина от начала реки до впадения реки Вычегда, без рек Юг и Сухона (от истока до Кубенского гидроузла), речной подбассейн реки — Сухона. Речной бассейн реки — Северная Двина.
Код объекта в государственном водном реестре — 03020100312103000013446.